# Legio II Adiutrix
Legio II Adiutrix (II Допоміжний легіон) — римський легіон. З перших часів свого існування легіон отримав титул Pia Fidelis, пізніше він отримав, невідомо з якого приводу, титул iterum Pia Fidelis («Двічі благочестивий і вірний»). При імператорі Клавдії II Готському він мав титул Constans («Постійний»).

## Історія
Сформований у 70 році з моряків флоту Равенни, які підтримали Веспасіана. Його було озброєно Антонієм Прімом. Того ж року за наказом Муціана був спрямований проти повсталого Цивіліса, вождя батавів. Усю кампанію провів під орудою Квінта Петіллія Церіала.
У 71 році легіон перебазовано до Британії, де він розташовувався у Лліндумі (сучасний Лінкольн, Велика Британія). Спочатку брав участь у походах проти бритського племені бригантів. У 78 році перемістився до табору Дева (сучасне м. Честер). Тут приборкував бунтівні племена бритів. Надалі розташовувався як резерв армії Гнея Юлія Агріколи. У 83-84 роках розміщено у Каледонії біля річки Тай.
При імператорі Доміціані з 87 року легіон перебував на Дунаї, де брав участь у військовій кампанії проти племені даків у 94-95 роках. Згодом за імператора Доміціана був учасником походу проти свевів та сарматів.
На початку II століття його табір знаходився в Акумінке (при злитті Тиси і Дунаю). Був учасником Першої та Другої війн проти даків (101–106 роки) за імператора Траяна. У 106 році відзначився при штурмі столиці даків Сармісегетізу. Потім він влаштувався в Аквінка (бл. Будапешта) У 117–118 роках брав участь в успішній кампанії проти сарматського племені язигів. За цим стояв у форту Ульцисія Кастра поблизу Дунаю.
За часів імператора Антоніна Пія вексиляції легіону знаходилися у Мавретанії, де зайнялися придушенням повстання місцевих племен. У 162–166 роках брав участь у військовій кампанії проти Парфії під командуванням імператора Луція Вера. У 171–173 роках — учасник першої військової кампанії проти маркоманів та їх союзників під головуванням імператора Марка Аврелія. У 179–180 роках під командуванням Марка Валерія Максиміана бився проти германського племені квадів. В цей час центуріоном легіону був Луцій Арторій Каст (один з прообразів середньовічного короля Артура).
У 193 році підтримав Септимія Севера у боротьбі за владу проти Песценія Нігера. Потім був у складі армії Севера під час війни проти Парфії у 195 та 197–198 роках. За це символ легіону викарбувано на денарії цього імператора. За імператора Каракалли у 213 році бився проти племені алеманів та окремі підрозділи легіону брали участь у парфянській кампанії 214 року. При імператорі Максиміні Фракійці був учасником військової кампанії проти даків. Брав участь у поході проти Сасанідської Персії. У 238 році у складі війська імператора Гордіана III.
У його табір все ще перебував у Аквінка, але війська були розподілені між різними іншими пунктами провінції Валерія: Аліска, Флорентія, Контра Таутантум, Кірпи, Луссоніум. У 268 році легіонери звели Великі терми в Аквінку за наказом префекта Аврелія Фронтіна. У 268 році був частиною армії імператора Клавдія II, що воював проти навали готів.
За імператора Констанція I Хлора вексилярії легіону стояли у Монгутіаку (сучасний Майнц, Німеччина). У 395 році легіон реформовано, відбулося розділення на декілька легіонів. Після цього невдовзі за такою назвою припинив існування.